# Derivata materiale
La derivata materiale, anche detta derivata sostanziale, derivata lagrangiana o derivata convettiva, è un operatore differenziale ottenuto attraverso l'applicazione di un opportuno cambio di coordinate alla derivata totale.
Nell'ambito della meccanica del continuo, viene usata per descrivere il tasso di variazione di una qualche quantità fisica associata ad un elemento di materia soggetto ad un campo vettoriale dipendente da spazio e tempo. La derivata materiale può essere vista come un collegamento tra la descrizioni euleriana e lagrangiana di una deformazione continua, e viene spesso utilizzata nello studio dei fenomeni di trasporto.

## Definizione
Dato un campo vettoriale {\displaystyle \mathbf {u} (\mathbf {r} ,t)}, la derivata materiale rispetto al tempo di un campo scalare {\displaystyle \varphi (\mathbf {r} ,t)} è definita come:
{\displaystyle {\frac {D}{Dt}}\varphi ={\frac {\partial }{\partial t}}\varphi +\mathbf {u} \cdot \nabla \varphi }
dove la derivata parziale temporale {\displaystyle \partial \varphi /\partial t}, che rappresenta la derivata del campo rispetto al tempo in una posizione fissata, è detta derivata euleriana, {\displaystyle \mathbf {u} \cdot \nabla \varphi } è la derivata direzionale lungo il flusso detto anche termine di avvezione e {\displaystyle \nabla \varphi } è il gradiente di {\displaystyle \varphi }. Un esempio di questo tipo si ha scegliendo come campo vettoriale la velocità di deriva delle particelle di un fluido e come quantità fisica considerata la sua densità.
La derivata materiale di un campo vettoriale {\displaystyle \mathbf {a} (\mathbf {r} ,t)} è data da:
{\displaystyle {\frac {D}{Dt}}\mathbf {a} ={\frac {\partial }{\partial t}}\mathbf {a} +(\mathbf {u} \cdot \nabla )\mathbf {a} }
dove {\displaystyle \nabla \mathbf {a} } è la derivata covariante di {\displaystyle \mathbf {a} }.

## Intuizione
La derivata materiale si può definire in maniera intuitiva come il tasso di crescita di un campo scalare {\displaystyle \varphi (\mathbf {r} ,t)} (nell'esempio di un fluido può essere la pressione, la temperatura,...) visto una da una particella in movimento secondo un campo di velocità {\displaystyle \mathbf {u} (\mathbf {r} ,t)}. La particella in movimento osserva una variazione del campo nei due casi:
- Il campo varia nel tempo,  {\displaystyle {\frac {\partial }{\partial t}}\varphi (\mathbf {r} ,t)}
- La particella si muove nello spazio, attraversando regioni con valori di campo diversi. L'intensità del tasso di crescita è quindi tanto più elevata quanto più la particella si muove con velocità maggiore, e quanto più il campo {\displaystyle \varphi (\mathbf {r} ,t)} è disomogeneo lungo la traiettoria della particella.  Questo secondo termine è detto termine convettivo, e si esprime come {\displaystyle \mathbf {u} \cdot \nabla \varphi }, è il prodotto scalare del gradiente del campo (ovvero il vettore con direzione la direzione di maggior crescita del campo) ed il campo di velocità. Se la particella si muove con campo di velocità perpendicolare al gradiente, ovvero lungo una curva in cui il campo è uniforme, il termine convettivo è nullo.

La derivata materiale è dunque pari alla somma dei due contributi.
{\displaystyle {\frac {D}{Dt}}\varphi ={\frac {\partial }{\partial t}}\varphi +\mathbf {u} \cdot \nabla \varphi }

## Legame con la derivata totale
La definizione di derivata totale rispetto al tempo di una funzione scalare {\displaystyle \varphi (\mathbf {r} ,t)} è espressa attraverso la regola della catena:
{\displaystyle {\frac {\mathrm {d} }{\mathrm {d} t}}\varphi ={\frac {\partial }{\partial t}}\varphi +\nabla \varphi \cdot {\frac {\mathrm {d} \mathbf {r} }{\mathrm {d} t}}}
Preso un determinato cammino {\displaystyle \mathbf {r} (t)} che descrive il moto di un oggetto nello spazio, il vettore:
{\displaystyle {\frac {\mathrm {d} \mathbf {r} (t)}{\mathrm {d} t}}=\left({\frac {\mathrm {d} \mathbf {x} (t)}{\mathrm {d} t}},{\frac {\mathrm {d} \mathbf {y} (t)}{\mathrm {d} t}},{\frac {\mathrm {d} \mathbf {z} (t)}{\mathrm {d} t}}\right)}
ne descrive la velocità. Scegliendo un opportuno sistema di coordinate è possibile far coincidere il suddetto vettore velocità con la velocità di deriva del fluido, ottenendo la derivata materiale a partire dalla derivata totale. Se inoltre {\displaystyle \mathrm {d} \mathbf {r} (t)/\mathrm {d} t=0}, cioè la posizione è costante, la derivata totale temporale diventa pari alla derivata euleriana, ovvero la derivata parziale rispetto al tempo della posizione {\displaystyle \mathbf {r} }, che risulta stazionaria.

### Coordinate ortogonali
In un sistema di coordinate ortogonali, la componente j-esima del termine di avvezione è data da:
{\displaystyle [\mathbf {v} \cdot \nabla \mathbf {u} ]_{j}=\sum _{i}{\frac {v_{i}}{h_{i}}}{\frac {\partial u_{j}}{\partial q^{i}}}+{\frac {u_{i}}{h_{i}h_{j}}}\left(v_{j}{\frac {\partial h_{j}}{\partial q^{i}}}-v_{i}{\frac {\partial h_{i}}{\partial q^{j}}}\right)}
in cui:
{\displaystyle h_{i}={\sqrt {g_{ij}}}}
con {\displaystyle g_{ij}} il tensore metrico.

## Generalizzazione

### Derivata corotazionale
È possibile generalizzare la derivata sostanziale introducendo per ciascuna particella di fluido un sistema ortogonale di coordinate corotazionali, il quale, mentre si muove insieme alla particella di fluido nello spazio, ruota con velocità angolare istantanea locale {\displaystyle {\boldsymbol {\omega }}}.
Detto {\displaystyle \nabla \mathbf {v} } il tensore gradiente delle velocità, la sua parte antisimmetrica:
{\displaystyle \mathbf {W} _{ij}={\frac {1}{2}}\left(\nabla \mathbf {v} -(\nabla \mathbf {v} )^{T}\right)={\frac {1}{2}}{\boldsymbol {\Omega }}_{ij}}
è il tensore di velocità di rotazione, dove {\displaystyle {\boldsymbol {\Omega }}_{ij}} è il tensore di vorticità. Pertanto, per un tensore del secondo ordine {\displaystyle \mathbf {a} _{ij}(\mathbf {r} ,t)}, si ha che la derivata corotazionale è definita come:
{\displaystyle {\frac {\mathcal {D}}{{\mathcal {D}}t}}\mathbf {a} _{ij}={\frac {D}{Dt}}\mathbf {a} _{ij}+\left(\mathbf {W} _{ij}\cdot \mathbf {a} _{ij}-\mathbf {a} _{ij}\cdot \mathbf {W} _{ij}\right)={\frac {\partial }{\partial t}}\mathbf {a} _{ij}+\mathbf {u} \cdot \nabla \mathbf {a} _{ij}+{\frac {1}{2}}\left({\boldsymbol {\Omega }}_{ij}\cdot \mathbf {a} _{ij}-\mathbf {a} _{ij}\cdot {\boldsymbol {\Omega }}_{ij}\right)}